# Herbert von Bose

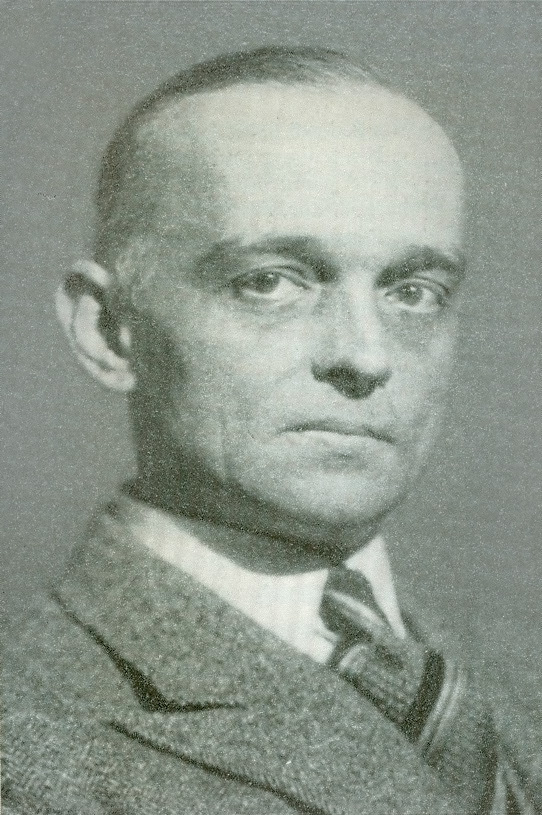
Herbert von Bose år 1933.

Carl Fedor Eduard Herbert von Bose, född 16 mars 1893 i Strassburg, död 30 juni 1934 i Berlin, var en tysk ämbetsman. Han var chef för pressavdelningen vid vicekanslerämbetet (Reichsvizekanzlei) under Franz von Papen, som tjänstgjorde som vicekansler från den 30 januari 1933 till den 7 augusti 1934.
Edgar Julius Jung, som var von Papens främste rådgivare, författade tillsammans med Bose och Erich Klausener ett tal som von Papen höll i Marburg den 17 juni 1934. I talet riktade von Papen kritik mot den nationalsocialistiska regeringen och förkastade dess användning av våld. Talet gjorde Adolf Hitler rasande och han menade att von Papen, Bose, Jung och Klausener tillsammans med SA-chefen Ernst Röhm förberedde en statskupp. I samband med de långa knivarnas natt kort därefter mördades von Bose, Jung, Klausener och Röhm, medan von Papen skonades.